# Oconto River
Der Oconto River ist ein 91,6 km langer Fluss im Oconto County im Nordosten des US-amerikanischen Bundesstaates Wisconsin. Er entsteht am Zusammenfluss von North Branch Oconto River und South Branch Oconto River in Suring und mündet in Oconto in die Green Bay des Michigansees. Er entwässert ein Gebiet von 6260 km² im Oconto County und den angrenzenden Countys Shawano, Marinette, Menominee, Langlade und Forest.